# سوفیا مانزانو
سوفیا پادوآ مانزانو (زاده ۱۹ مه ۱۹۷۱) یک اقتصاددان، استاد و سیاستمدار برزیلی است. او کاندیدای حزب کمونیست برزیل برای انتخابات ریاست جمهوری سال ۲۰۱۴ و ۲۰۲۲ بود